# Plagioscyphus jumellei
Plagioscyphus jumellei là một loài thực vật có hoa trong họ Bồ hòn. Loài này được (Choux) Capuron miêu tả khoa học đầu tiên năm 1969.